# Fritz Hellwig
Fritz Hellwig (Saarbrücken, 3 augustus 1912 – Bonn, 22 juli 2017) was een Duits politicus voor de CDU.
Hellwig bezocht het gymnasium in Saarbrücken en studeerde vervolgens in Marburg, Wenen en Berlijn. Tijdens zijn studie in Berlijn werd hij na de machtsovername door de NSDAP lid van deze partij. In december 1933 promoveerde hij met een proefschrift over het Saargebied in de periode 1860-1870. Na zijn terugkeer in het Saargebied, dat op dat moment door Frankrijk werd bezet, was hij hier voor de NSDAP actief. Hij werkte in Saarbrücken voor de Kamer van Koophandel. Daarnaast was hij vanaf 1937 ook docent aan de lerarenopleiding in Saarbrücken. In 1936 volgde aan de universiteit van Heidelberg zijn habilitatie. Vanaf 1939 was hij voor Duitsland actief in de organisatie van de ijzer- en staalindustrie. In februari 1943 werd hij opgeroepen voor de Wehrmacht en eind 1943 werd hij krijgsgevangen gemaakt.
In 1947 keerde Hellwig terug uit de krijgsgevangenschap. Hij werkte in Düsseldorf en Duisburg omdat hij in het door Frankrijk bezette Saarland niet welkom was. Hij werd lid van de CDU en was van 1953 tot 1959 lid van de Bondsdag. In 1959 was hij tevens lid van het Europees Parlement.
In 1959 trad hij terug als parlementslid om lid te worden van de hoge autoriteit van de Europese Gemeenschap voor Kolen en Staal (EGKS). Nadat de commissies van de EGKS, de EEG en Euratom in 1967 werden samengevoegd was hij vicevoorzitter van de nieuwe commissie van de Europese gemeenschappen tot 1970.
 Raymond Barre ·  Victor Bodson ·  Guido Colonna di Paliano ·  Albert Coppé ·  Jean-François Deniau ·  Hans von der Gröben ·  Wilhelm Haferkamp ·  Fritz Hellwig ·  Lionello Levi Sandri ·  Sicco Mansholt ·  Edoardo Martino ·  Jean Rey ·  Henri Rochereau ·  Maan Sassen
- Bibliothèque nationale de France: cb12169795g (data)
- CiNii: DA02854266
- Gemeinsame Normdatei: 119133563
- International Standard Name Identifier: 0000 0001 1780 795X
- Library of Congress Control Number: n80164488
- Nationale Bibliotheek van Letland: 000223164
- Nationale Bibliotheek van Tsjechië: jo2018984783
- Nationale Bibliotheek van Israël: 987007270937805171
- Nationale Bibliotheek van Polen: a0000002340512
- Nationale en Universitaire bibliotheek Zagreb: 000658625
- Nederlandse Thesaurus van Auteursnamen: 069720053
- Parlement.com: vi2jm5tru6zj
- Réseau des bibliothèques de Suisse occidentale: 02-A003361535
- Système universitaire de documentation: 03023932X
- Virtual International Authority File: 120697500
- WorldCat: E39PBJbxxHd8qTW8dw6pKwbDbd